# Monte Fisher
Il monte Fisher rappresenta il punto più elevato di un'ampia caldera, larga circa 11 km e lunga 18, situata nell'isola di Unimak, nelle Aleutine.
La caldera si è formata con lo sprofondamento di un antico stratovulcano e si è successivamente riempita in parte per via di alcune colate laviche e della formazione di un duomo lavico che si erge fino ad una quota di 929 m. Al suo interno sono presenti anche tre laghi.